# 968 (numero)
Novecentosessantotto (968) è il numero naturale dopo il 967 e prima del 969.

## Proprietà matematiche
- È un numero pari.
- È un numero composto con 12 divisori: 1, 2, 4, 8, 11, 22, 44, 88, 121, 242, 484, 968. Poiché la somma dei suoi divisori (escluso il numero stesso) è 1027 > 968, è un numero abbondante.
- È un numero palindromo e un numero ondulante nel sistema posizionale a base 21 (242).
- È un numero odioso.
- È un numero pratico.
- È un numero semiperfetto in quanto pari alla somma di alcuni (o tutti) i suoi divisori.
- È un numero nontotiente (per cui la equazione φ(x) = n non ha soluzione).
- È un numero palindromo nel sistema di numerazione posizionale a base 7 (2552).
- È parte delle terne pitagoriche (726, 968, 1210) , (968, 1155, 1507) , (968, 1815, 2057) , (968, 2574, 2750) , (968, 5280, 5368) , (968, 10616, 10670) , (968, 14625, 14657) , (968, 21285, 21307) , (968, 29274, 29290) , (968, 58560, 58568) , (968, 117126, 117130) , (968, 234255, 234257).

## Astronomia
- 968 Petunia è un asteroide della fascia principale del sistema solare.
- NGC 968 è una galassia ellittica della costellazione del Triangolo.

## Astronautica
- Cosmos 968 è un satellite artificiale russo.